# Informační centrum Jaderné elektrárny Temelín

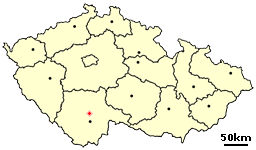
Poloha Temelína a jeho informačního centra na mapě Česka

Informační centrum Jaderné elektrárny Temelín zkráceně Informační centrum Temelína zkratkami IC Temelín či IC JETE je informační centrum založené firmou ČEZ v roce 1991 za účelem informování obyvatelstva o Jaderné elektrárně Temelín, jaderné energetice i energetice a fyzice obecně.

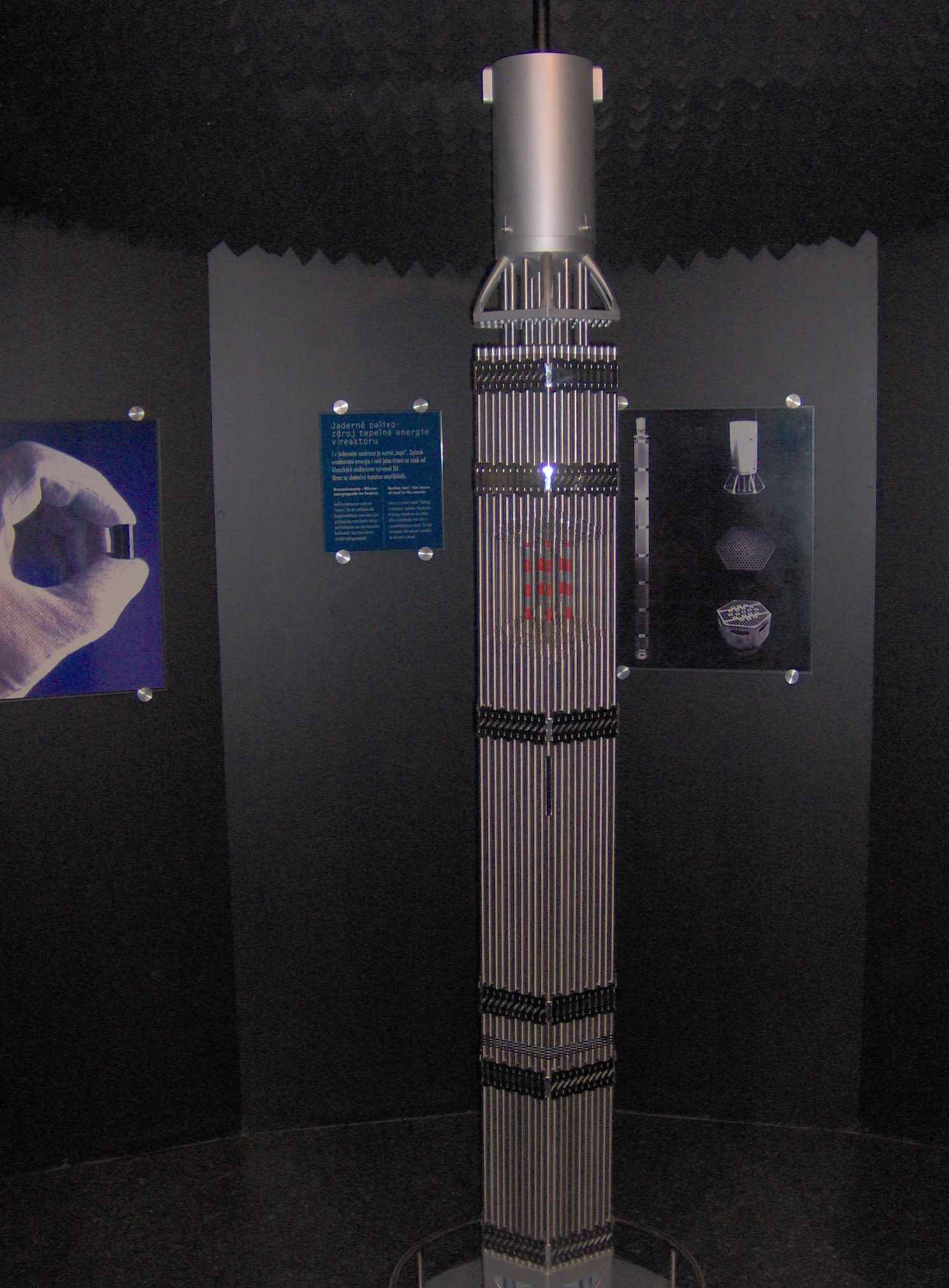
Model kontrolní tyče používané v reaktoru Temelína v informačním centru

## Umístění
Informační centrum Temelín sídlí v zámečku Vysoký hrádek nacházejícím se v blízkosti vlastní elektrárny v souřadnicích 49°10′52″ severní šířky a 14°23′10″ východní délky, v okrese České Budějovice, v Jihočeském kraji, na území zaniklé obce Březí u Týna nad Vltavou, v katastru obce Temelín.

## Služby pro veřejnost
V informačním centru jsou veřejnosti k dispozici propagační materiály a rozsáhlá názorná expozice informující o problematice fyziky, energie a energetiky s důrazem na jadernou energetiku a elektrárnu Temelín, je zde umístěna i malá expozice informující o historii Vysokého Hrádku. Ve druhém patře je umístěn kinosál, kde se promítají kratší osvětové filmy a konají přednášky a je umístěna mlžná komora.V informačním středisku se rovněž konají výstavy i mimo hlavní činnost střediska. Telefonicky lze rovněž domluvit exkurze.
V době od 1. dubna do 31. října je rovněž možné navštívit krajinářský park z 1. třetiny 19. století se soustavou rybníků.
Centrum je hojně navštěvované, počet návštěvníků navíc roste; od založení centra v roce 1991 do června roku 2007 centrum navštívilo 290 000 lidí, za 1. pololetí roku 2007 to bylo 13 785 lidí.

## Zámeček Vysoký Hrádek, historie

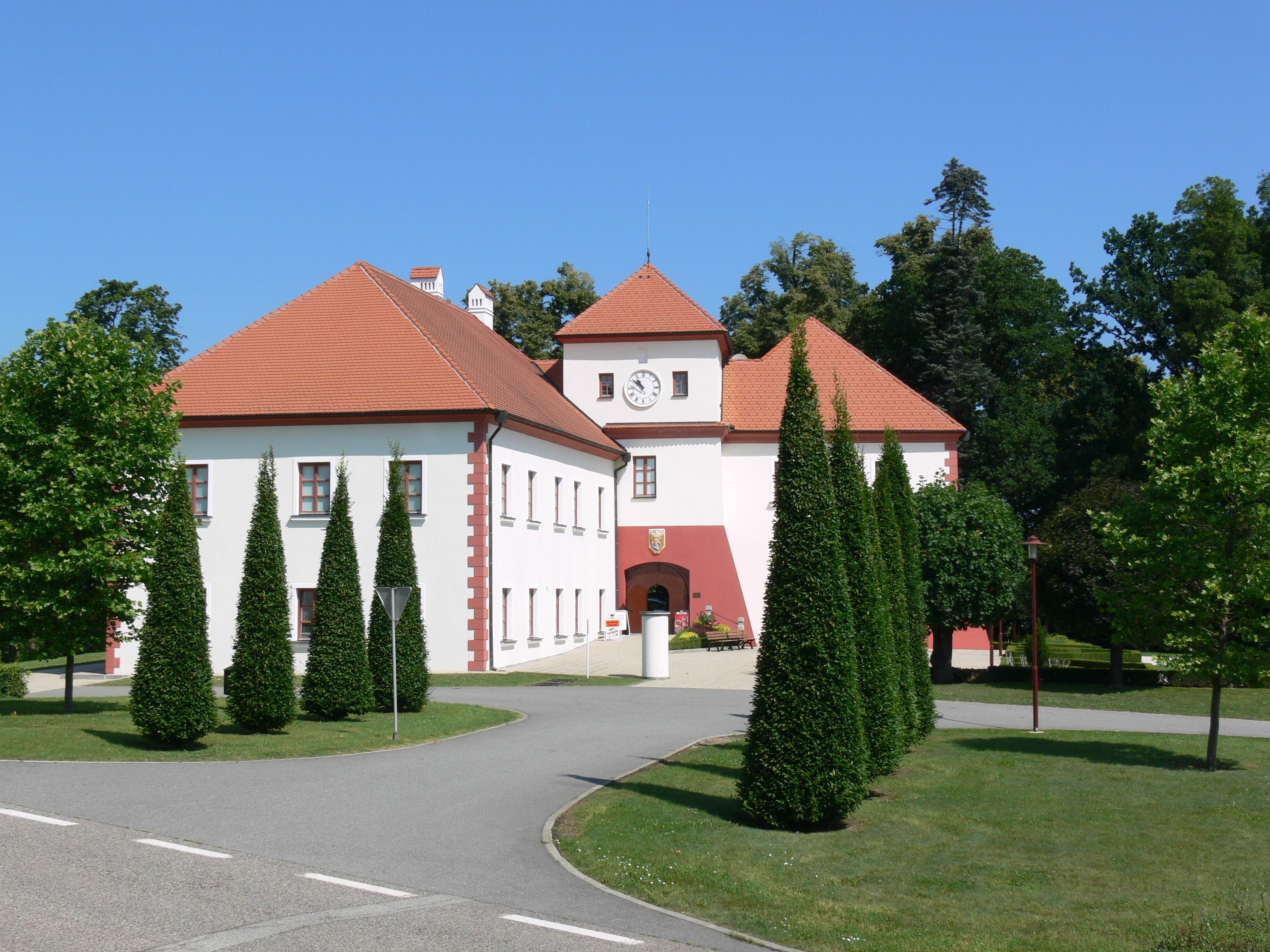
Zámeček Vysoký Hrádek, vchod do Informačního centra Temelína

Zámeček Vysoký Hrádek, ve kterém informační centrum sídlí, má dlouhou historii. Tvrz (předtím Vladycký dvůr) vybudovali páni z Březí ve 14. století; v roce 1520 přešel do držení Jana a Mikuláše Rendlových z Úšavy, kteří ho v roce 1526 prodali Janu Nebřehovskému z Nebřehovic. V roce 1556 Hrádek koupil Zikmund Malovec a v držení rodu Malovců pak byl až do 19. století. Václav Malovec Liběšický na Chvalešovicích pravděpodobně za začátku 17. století nechal Hrádek přebudovat do renesanční podoby. V roce 1825 prodal František Malovec Hrádek se statkem Josefu Hirschovi a jeho manželce Barboře, roz. baronce Lipovské, rodina Hirschových ho pak vlastnila až do roku 1882, kdy ho jejich syn a dědic Josef Hirsch ml. za 148 000 zlatých prodal Václavovi a Anežce Wenzelovým.
Poté zámek často střídal majitele, v roce 1948 byl zámek (ke kterému patřily i rozlehlé pozemky okolo a hospodářské příslušenství) poslední předúnorové majitelce Jindřišce Divišové v rámci pozemkové reformy zabaven státem a během komunistické diktatury zdevastován. Byl mu dokonce odebrán status historické památky.
V roce 1994 byl společností ČEZ odkoupen od restituentů (potomků Divišových) a opraven. Informační centrum Temelín v něm sídlí od roku 1997.
Zámeček Vysoký Hrádek je jediným pozůstatkem zaniklé obce Březí u Týna nad Vltavou.

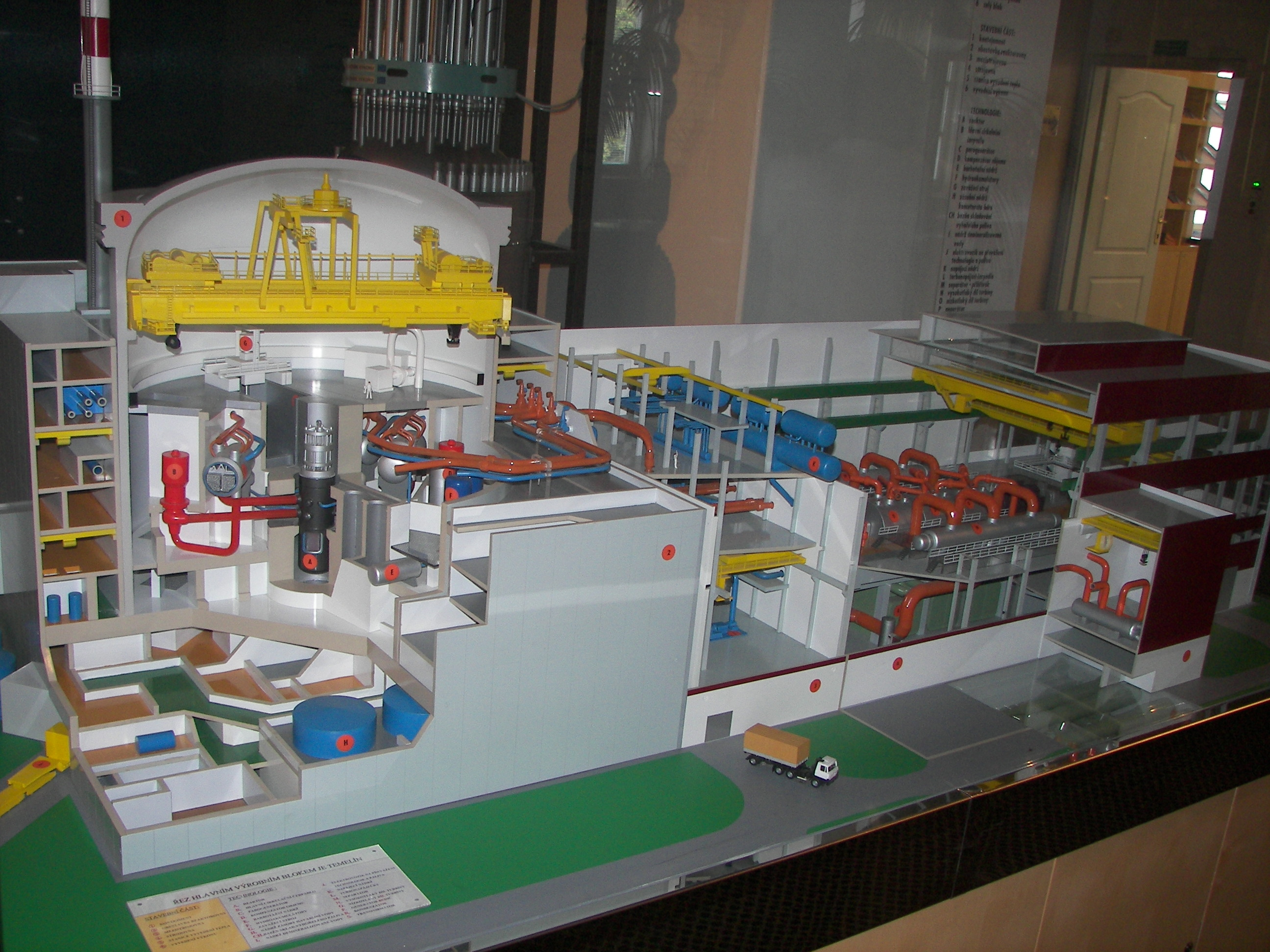
model elektrárny Temelín v informačním centru